# Casa Kosmos
A Casa Kosmos foi uma loja de roupa masculina que funcionou na Rua Direita, centro de São Paulo.
A loja que antes da Segunda Guerra Mundial tinha o nome de Camisaria Alemã, foi uma referência em gravatas e moda masculina como camisas com nomes bordados no peito, lenços com monogramas especiais, polainas, cartolas, bengalas e casacas. 
Sua propaganda dizia "Para Passeio e Viagem, Camisas na Kosmos". Era uma loja para grandes ocasiões. Tinha promoções, como na compra de uma camisa, levava um colarinho extra.
Ocupou durante muitos anos o imóvel à Rua Direita, sob o número 14 em 1928, mas na realidade era uma ampliação do número 12.  Em 1907 foi feito o pedido de solicitação para construir um prédio de três andares na Rua Direita, número 12 por João José Espíndola. Em 1920, a Casa Kosmos interessada em ocupar o imóvel, solicitou a abertura de uma porta de acesso ao número 14, ampliando assim a oficina da Casa Kosmos. 
Suas atividades foram encerradas em 1970.